# رون هود
رون هود (بالإنجليزية: Ron Hood) هو سياسي أمريكي، ولد في 1969. حزبياً، نشط في الحزب الجمهوري. وقد انتخب عضو مجلس نواب أوهايو.

## وصلات خارجية
- الموقع الرسمي